# Suzie Templeton
Suzie Templeton (Hampshire, 8 de fevereiro de 1967) é uma animadora britânica. Como reconhecimento, foi nomeada ao Oscar 2008 na categoria de Melhor Animação em Curta-metragem por Peter and the Wolf.